# Козаре
Коза́ре (болг. Козаре) — село в Бургаській області Болгарії. Входить до складу общини Карнобат.

## Населення
За даними перепису населення 2011 року у селі проживали 49 осіб.
Національний склад населення села:
| Національність   | Кількість осіб | Відсоток |
| ---------------- | -------------- | -------- |
| болгари          | 37             | 75,5%    |
| турки            | 11             | 22,4%    |
| цигани           | 0              | 0%       |
| Всього відповіли | 49             |          |

Розподіл населення за віком у 2011 році:
Динаміка населення: